# Esperança
Esperança là một đô thị thuộc bang Paraíba, Brasil. Đô thị này có diện tích 274,93 km², dân số năm 2007 là 49.05 người, mật độ 180,4 người/km².